# Лундунбао (аэропорт)
Международный аэропорт Гуйян Лундунбао (ИАТА: KWE, ИКАО: ZUGY) — аэропорт, обслуживающий Гуйян, столицу провинции Гуйчжоу, Китай.
Аэропорт Гуйян Лундунбао был открыт 28 мая 1997 года, под нынешним называнием существует с 19 января 2006 года. Находится в 11 километрах к юго-востоку от центра города Гуйян. Занимает площадь около 4 км², располагает одной взлетно-посадочную полосой длиной 3200 метров и шириной 45 метров, которая может принимать широкофюзеляжные самолёты Boeing 747, Airbus A330. Терминал занимает площадь около 3,4 км², и рассчитан на 2000 прилетающих/улетающих пассажиров в час.
Статус международного получил в 2006 году.
В 2018 году пассажиропоток международного аэропорта Гуйян Лундунбао перешагнул отметку в 20 000 000 человек, и аэропорт стал 21-м по загруженности загруженным аэропортом в материковом Китае.
На территории аэропорта ранее располагалось штаб-квартира авиакомпании China Express.

## Расширение
В 2010 году аэропорт Гуйян превысил проектную пропускную способность в 5 миллионов пассажиров в год. Проект расширения аэропорта с общим объёмом инвестиций около 3,4 млрд юаней был одобрен и начался в сентябре 2010 года. Целью было довести общий годовой пассажиропоток до 15,5 млн, а грузопоток до 220 тыс. тонн в год.
Авиакомпания Hainan Airlines начала еженедельный рейс в Париж, Франция, 24 марта 2019 года, впервые открыв Гуйян и провинцию Гуйчжоу для международных дальних рейсов.

### A-CDM
В июне 2017 года аэропорт Гуйян начал сотрудничество с компанией по обслуживанию авиационных данных VariFlight в отношении установки системы совместного принятия решений в аэропортах (A-CDM). Основной целью такой системы является повышение своевременности и безопасности работы аэропорта.

## Терминалы
Аэропорт располагает двумя терминалами. T1 используется в качестве международного терминала и T2 в качестве внутреннего терминала. Терминалы связаны между собой мостом. Ещё одно здание терминала (T3) находится в стадии строительства, открытие запланировано на 2019 год. Терминал 1 располагает 10 стойками регистрации, 4 выходами на посадку. Терминал 2 располагает 28 выходами на посадку, 8 багажными каруселями.

## Трафик и статистика
| Год  | Пассажиропоток | Всего грузов (тонн) | Взлётов/Посадок |
| ---- | -------------- | ------------------- | --------------- |
| 2000 | 1 389 477      | 14 312,3            | 21 286          |
| 2001 | 1 529 857      | 17 110,6            | 21 986          |
| 2002 | 1 748 848      | 23 308,3            | 25 040          |
| 2003 | 1 976 768      | 24 106,0            | 25 972          |
| 2004 | 2 719 799      | 30 018,9            | 32 482          |
| 2005 | 3 125 390      | 33 311,0            | 35 318          |
| 2006 | 3 713 999      | 39 717,1            | 43 205          |
| 2007 | 4 248 005      | 39 730,0            | 47 685          |
| 2008 | 4 324 085      | 41 967,9            | 46259           |
| 2009 | 5 687 652      | 51 619,0            | 57 354          |
| 2010 | 6 271 701      | 61 653,0            | 61 231          |
| 2011 | 7 339 228      | 69 130,3            | 67 759          |
| 2012 | 8 764 034      | 79 586,5            | 77 173          |
| 2013 | 10 472 589     | 77 425,2            | 93 646          |
| 2014 | 12 525 537     | 82 063,4            | 113 424         |
| 2015 | 13 244 982     | 87 207,0            | 116914          |
| 2016 | 15 105 225     | 95 898,6            | 129 001         |

## Наземный транспорт

### Городской автобус
Из Гуяна в аэропорт ходят обычные городские маршруты № 216 (07:00 — 21:00), 243 (07:00 — 16:00), 254 (07:00 — 19:00) .

### Автобусы-шаттлы
Специализированные шаттлы отправляются в разные часы в аэропорт из пяти точек города, это: North Railway Station, Jinyang Bus Terminal, Huaguoyuan City Terminal, Qingyan Ancient Town. Во всех случаях время проезда составляет 60 минут.

### Железнодорожный транспорт
Станция скоростных наземных поездов располагается в нескольких минутах ходьбы от аэропорта. Доступны поезда до городов Гуйлинь, Гуанчжоу, Наньнин и Гуйян.

### Метро
В настоящее время строится линия метро которая будет связывать город с аэропортом.

### Автобусы дальнего следования
Междугородный автовокзал аэропорта Гуйян находится в Терминале 2 на этаже B1, зале прибытия. Автобусы ежедневно ходят в города Цзуньи, Бицзе и Аньшунь.